# Facturas
Facturas es el nombre genérico con el cual se denomina en Argentina a la variedad de masas y piezas de confitería introducidas por la gran inmigración europea que recibió dicho país, y que con el tiempo fueron adaptadas al gusto local. Introducidas por los inmigrantes de la confitería italiana, alemana y francesa cada una de las diferentes variedades fueron renombradas por el sindicato de panaderos y pasteleros de Argentina —el cual se adhería fuertemente al anarquismo— con nombres que injuriaban al poder establecido 
En Uruguay se elaboran panificados algo parecidos, allí conocidos como bizcochos.

## Tipos

### Dulces
- Cañoncito (lleva un relleno de pastelera o de dulce de leche y suele estar espolvoreado con azúcar impalpable. Algunas veces suele ser bañado en chocolate)
- Churro (puede estar relleno de dulce de leche, y puede, ser bañado con chocolate)
- Medialuna (de manteca, a veces, puede ser rellena de dulce de leche o crema pastelera)
- Moñito (de un lado tiene dulce de membrillo y de otro crema pastelera)
- Bolas de fraile o Suspiro de monja: rellenas de dulce de leche o crema pastelera
- Vigilante (en algunos casos suelen llevar dulce de membrillo, o dulce de leche o dulce de batata o crema pastelera por encima)
- Sacramento (pueden estar rellenos de fiambre o dulce de membrillo o batata)
- Tortita negra/Cara Sucia (con azúcar negra/blanca)

### Saladas
- Cremona
- Librito (puede ser de manteca o de grasa)
- Medialuna (de grasa)

## Denominación
El término «factura» viene del latín facere, que significa «hacer» o «crear», pero en el español actual significa recibo (un documento mercantil). Argentina es el único país que llama «facturas» a sus pasteles, pues fue el sindicato de pasteleros de ese país el que comenzó a usar esa palabra como una forma de llamar la atención sobre el valor de su trabajo.
Aunque generalmente se trata de especialidades de la confitería italiana, alemana y francesa introducidas por los inmigrantes de esos países, a finales del siglo XIX cada una de las diferentes variedades fueron renombradas por el sindicato de panaderos y pasteleros de Argentina —el cual adhería fuertemente al anarquismo— con nombres que injuriaban al gobierno, los militares, la policía y la Iglesia Católica, como una forma de hacer propaganda política con su trabajo. y las venecianas veneziane alla crema fueron renombradas como «tetas de monja». En el caso de los cannoncini sólo hizo falta traducirlos como «cañoncitos», mientras que los cornetto fueron burlonamente renombrados como «sacramentos». En tanto, la factura más famosa del país, la croissant, fue rebautizada con la traducción literal de su antiguo nombre en alemán Halbmond, es decir, «medialuna». Otros nombres provocadores incluyen «vigilantes» y «suspiros de monja».
La adaptación al gusto local incluye el uso de dulce de leche. Otros rellenos o coberturas comunes son dulce de membrillo, dulce de batata, crema pastelera, azúcar impalpable, azúcar negra, almíbar, etc.

## Historia en Argentina
A lo largo del siglo XIX Argentina recibió millones de europeos, entre los cuales no solo había familias de agricultores, artesanos, etc., sino también varios agitadores sociales. Uno de estos últimos fue el anarquista italiano Errico Malatesta, cuyas acciones antigobierno en Italia y sus acciones revolucionarias anarquistas le valieron una sentencia a prisión. Sin embargo, huyó de Italia escondido en un contenedor que llevaba una máquina de coser y arribó a la Argentina en 1885. En Buenos Aires se asoció rápidamente con otros anarquistas europeos que ya se habían radicado en el país, incluyendo a su connacional Ettore Mattei, quien acababa de organizar la llamada Sociedad Cosmopolita de Resistencia y Colocación de Obreros Panaderos para los pasteleros de la ciudad. Dos años más tarde, ya habían organizado una huelga en Buenos Aires que mantuvo las panaderías cerradas por más de una semana. Como parte de sus acciones, los integrantes del sindicato renombraron sus pasteles con apodos que ofendían al gobierno, a los militares y a la Iglesia, instituciones que según los anarquistas coartaban la libertad individual. Dichos nombres fueron ampliamente difundidos y continúan vigentes en la actualidad.
En los años subsiguientes de Argentina hubo paros en muchas industrias, desde los carpinteros hasta los mecánicos y zapateros, y el italiano Malatesta estuvo al frente de las protestas.
Los significados de cada factura:
- Cañoncitos: esta factura lleva un relleno de pastelera o de dulce de leche y suele estar espolvoreado con azúcar impalpable, haciendo alusión a los cañones del Ejército. Algunas veces suele ser bañado en chocolate.
- Vigilantes: su nombre en el panificado se trata de una burla contra las fuerzas policiales. En algunos casos suelen llevar membrillo o crema pastelera.
- Medialunas: se trata de una blasfemia contra el Islam. En 1529, Viena estaba sitiada por ejércitos turcos, por lo que los trabajadores de panaderías tomaron como referencia la media luna musulmana que flameaba en las banderas del campamento enemigo y moldearon dicha forma. Se suele afirmar que la gente del pueblo solía asomarse por las murallas de la ciudad para mostrarle a los soldados turcos cómo comían las medialunas, en señal de protesta y provocación.
- Libritos: este panificado hace referencia a un instrumento fundamental de la educación.
- Sacramentos: son las facturas que tienen relleno de membrillo, su nombre es una crítica a la Iglesia Católica.
- Bolas de fraile o Suspiro de monja: los panaderos de 1888 bautizaron a la factura como "bolas de fraile" o "suspiro de monja" para ironizar sobre los curas y las monjas. Esta factura suele estar rellena de dulce de leche o crema pastelera.
- Cremonas: representaría a una fila pegada de letras «A» como símbolo del anarquismo. Y su nombre tendría que ver con que la persona que lo creó fue un italiano inmigrante de Cremona, ciudad de la región de Lombardía (Italia).

## Consumo
Aunque en Europa muchas de estas especialidades son elaboradas en fechas festivas específicas (Navidad, fiestas patronales, etc.), en Argentina se consumen durante todo el año, sin distinción ni estructura.
Así, las facturas están consideradas elaboraciones básicas y típicas que todas las panaderías del país ofrecen durante todo el año, no concibiéndose, por tanto, que una panadería no sea, en simultáneo, una confitería. Suelen consumirse con el desayuno o la merienda (por ejemplo, café con leche con medialunas —cruasanes—), y son un acompañamiento muy común para el mate.
Las panaderías argentinas exhiben las facturas en un lugar privilegiado y separado de los otros panificados. Las facturas no se venden por kilo sino por unidad, media docena o docena. 
Otras elaboraciones que, dentro de las panaderías de Argentina, pueden presentarse muy cerca de las facturas son las llamadas «masas vienesas» o «masas secas» (nombre con que se han rebautizaron a las galletitas alemanas Plätzchen en dicho país), de gran arraigo en todo el territorio. Sobre alguna otra fuente, también suelen estar las galletitas «pepas» (nombre con que han rebautizado a las galletas alemanas y austríacas Kulleraugen —ojos saltones—, también conocidas como Engelsaugen —ojos de ángel— o Husarenkrapfen —galletitas de húsares—, entre otros). Estas últimas también se elaboran de manera industrial, se venden empaquetadas en supermercados y también suelen ser un acompañamiento muy común para el mate. En cambio, las llamadas «masas de confitería» o «masas finas» (nombre con que se han rebautizado a los petits fours dulces en Argentina) suelen estar exhibidas dentro de un refrigerador expositor (es decir, de puertas de vidrio), y cada una consta de un pequeño envoltorio de papel llamado pirotín (más pequeño del que se utiliza para las muffins). El mismo les da una mayor estabilidad, a la vez que hace más higiénico el hecho de manipularlas, ya que estos bocados suelen constar de una muy pequeña porción de masa como base (la cual además nunca es de levadura), pero en cambio tienen encima mucha crema chantillí o dulce de leche o crema de moca, entre otros, y hasta pueden incluir como remate alguna cereza al marrasquino, trozo de durazno en almíbar, almendra o nuez, entre otros. Por la misma razón, las confiterías las entregan sobre bandejas envueltas en papel, ya que no pueden superponerse. 
Tradicionalmente, las facturas y las «masas de confitería» (también conocidas como «masas finas») presentan connotaciones diferentes en el país, ya que su consumo suele darse en situaciones sociales bien diferenciadas. Mientras el consumo de facturas es popular y se circunscribe al ámbito íntimo o doméstico (por ejemplo, no se comerían en un restaurante —con excepción de las medialunas, que se sirven junto al café con leche en los bares— ni tampoco en una fiesta de boda), las masas de confitería están más asociadas a las visitas y a las celebraciones (por ejemplo, de cumpleaños). El carácter excepcional de estos pequeños bocados está reflejado en las propias características que poseen las masas de confitería, cuya muy pequeña masa no está pensada tanto para saciarse como para deleitarse con la crema o lo que traigan encima. Asimismo, el valor de estas últimas es superior al de las facturas. En tanto, su relación con las visitas tiene que ver con una antigua costumbre del país. Tradicionalmente, las visitas entre amigos o familiares se daban en horarios de tarde en Argentina, y durante muchas décadas ha sido de buen ver que tanto la visita se presentase en la casa del anfitrión con 1 kg o 1/2 kg de las típicas "masas de confitería", como que el anfitrión las recibiese con gratitud expresando que tal gesto no era necesario, y abriera el paquete para compartirlas durante el té con la propia visita. Curiosamente, dicha costumbre estaba tan extendida en el país que ninguna de las conocidas de Yiya Murano tenía razones para sospechar nada raro por el hecho de que tal envenenadora se presentase siempre en casa ajena con un paquete de "masas". Sin embargo, con el paso de las décadas, las sucesivas crisis económicas sufridas por el país (con su impacto directo en el poder adquisitivo de sus habitantes), y muy especialmente, el relajamiento general de las costumbres (que ya no distinguen entre el ámbito privado y el público, como antes se daba, entre otros casos, con el mate por un lado y la ceremonia del té por el otro), han hecho que la tradición de presentarse en casa ajena con "masas finas" haya sufrido un repliegue, sobreviviendo sobre todo en personas mayores o en aquellas que presenten un propósito particular de causar una buena impresión.

## En otros países

### En Alemania
En Alemania y otros países de habla alemana existen diferentes nombres genéricos para todo este tipo de pastelería conocido como facturas en Argentina, siendo los términos más estándares Plundergebäck (viene de Plunderteig —masa de levadura, huevos, etc.— y Gebäck —bollería—) y Feingebäck (bollería fina). Luego también existen nombres genéricos más regionales como Teilchen (especialmente en la zona de Renania), Kaffeestückchen («porcioncitas para el café»), entre otros. 

### En Francia
En Francia, estas especialidades fueron popularizadas por el austríaco August Zang, quien se asoció a un noble vienés llamado Ernest Schwarzer y en la década de 1830 abrió una panadería en París bajo el nombre de Boulangerie viennoise (literalmente: «panadería vienesa»), llevando en un primer momento a trabajadores vieneses. El éxito de las especialidades fue tal que rápidamente inspiró a una multitud de imitadores parisinos. Los panaderos de París se inspiraron en estas preparaciones para desarrollar además pasteles o facturas utilizando masa hojaldre francesa. Desde entonces, estas piezas son genéricamente conocidas en Francia como viennoiserie (literalmente: «cosas de Viena»).
Una de las variantes desarrolladas en Francia tuvo lugar durante la época del Imperio colonial francés en Argelia. De la región de Orán esta variedad tomó el nombre francés de oranais. El tipo de pastel es el que habían llevado los vieneses a Francia, la crema pastelera es de uso extendido en ese país europeo y, a su vez, los damascos que contiene la versión oranais se cultivan masivamente en Argelia. Esta receta se difundió rápidamente por toda Europa. En la región de Bretaña, en el noroeste de Francia, también es conocida como croissant aux abricots, mientras que en el sur de ese país se la conoce como abricotine. Dicha receta hoy también es extensamente elaborada en Argentina, a menudo utilizando trozos de duraznos en almíbar.

### En Dinamarca
El origen de las facturas danesas a menudo se atribuye a una huelga entre los trabajadores de las panaderías de Dinamarca en 1850. La huelga provocó que los propietarios de las panaderías contrataran trabajadores del extranjero, entre ellos varios panaderos austríacos, que llevaron consigo nuevas tradiciones y recetas de repostería. Así, el Plundergebäck pronto se hizo popular en Dinamarca y, después de que terminaron los conflictos laborales, los panaderos daneses adoptaron las recetas austríacas, ajustándolas a sus propios gustos y tradiciones, por ejemplo, aumentando la cantidad de huevos y materia grasa. Este desarrollo resultó en lo que en danés llamaron genéricamente Wienerbrød (literalmente: pan de Viena), el cual se ha convertido en parte de la pastelería típica de Dinamarca y también ha sido adoptado por otros países escandinavos. Las formas en que se puede hornear la masa son numerosas, incluida la que forma un círculo y en el centro lleva crema pastelera, a la que llaman Spandauer. Cada una de las variedades recibe un nombre particular en Dinamarca e incluso estos nombres cambian de una zona del país a otra.
Wienerbrød también es el nombre genérico con que se las menciona en Noruega y en Suecia. En este último país, la versión o variante Spandauer es la más común.
A su vez, en Viena, Austria, toda esta variedad danesa es referida como Kopenhagener Plunder (hace referencia a Copenhague) o Dänischer Plunder.

### En Estados Unidos
Wienerbrød fue popularizado en Estados Unidos por el inmigrante danés Lauritz C. Klitteng entre 1915 y 1920. Allí lo dio a conocer como Danish pastry (es decir, «pastelería danesa»), nombre con el que las facturas son conocidas hasta hoy en dicho país norteamericano. Klitteng incluso llegó a elaborar facturas para la boda del entonces presidente de Estados Unidos Woodrow Wilson en diciembre de 1915. Actualmente, en Estados Unidos se los refiere genéricamente como Danish pastry o incluso en su forma acortada, como Danish o Danishes. 

### Otras denominaciones
- España: ha adoptado cierta variedad de estas piezas y allí se las conoce genéricamente como bollería.
- Estonia: viini sai ("pastelería vienesa").
- Finlandia: viineri.
- México: pan dulce.

## Galería de Facturas

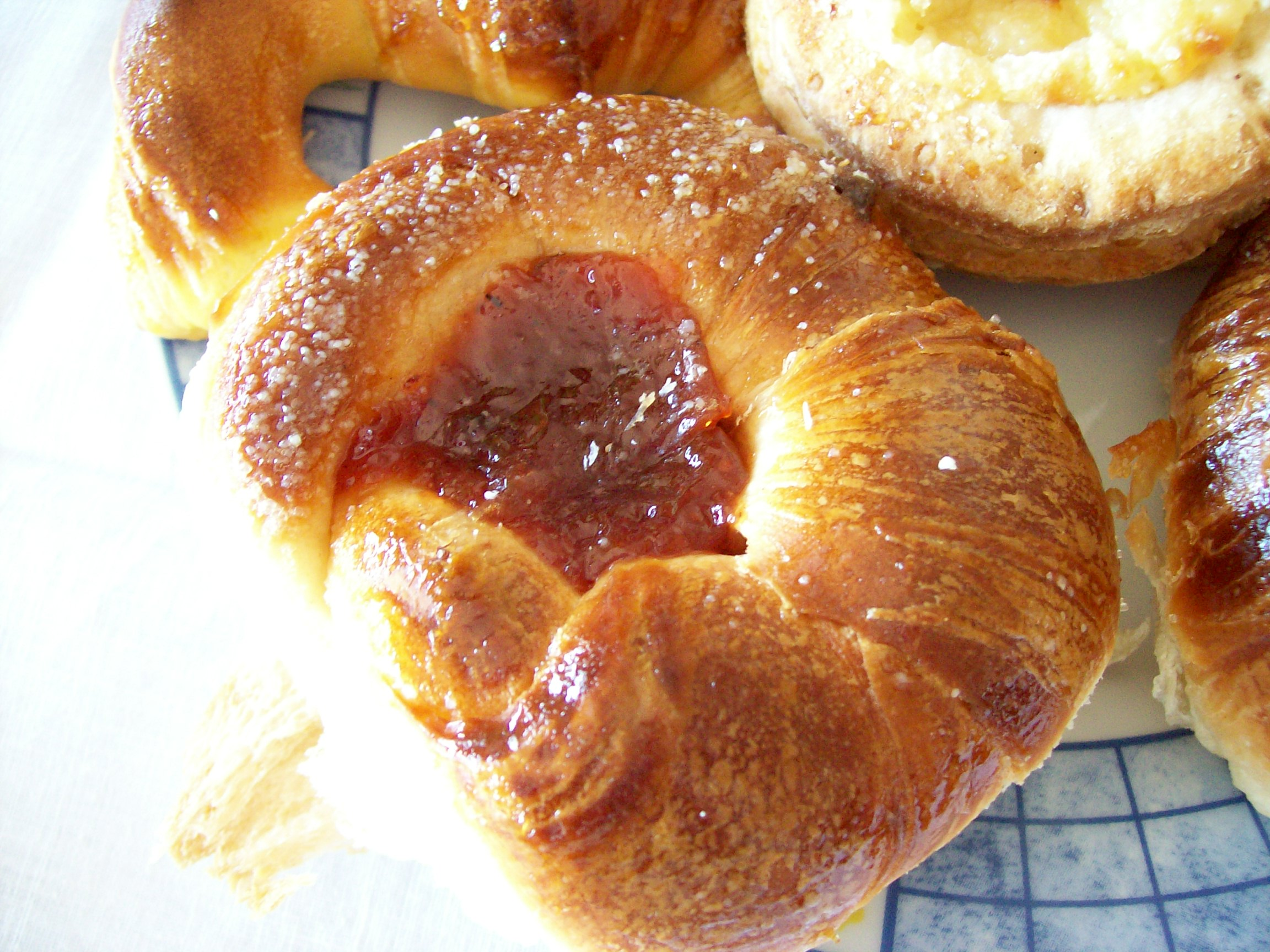
Factura con dulce de membrillo.